# Szwedzka Formuła 3 Sezon 1965
1965 – drugi sezon Szwedzkiej Formuły 3.

## Kalendarz wyścigów
| Runda | Data           | Tor       | Pole position | Najszybsze okrążenie | Zwycięzca (kierowcy) | Zwycięzca (zespoły)   |
| ----- | -------------- | --------- | ------------- | -------------------- | -------------------- | --------------------- |
| 1     | 25 kwietnia    | Kågeröd   | ?             | ?                    | Picko Troberg        | Picko Troberg Racing  |
| 2     | 2 maja         | Sztokholm | Picko Troberg | ?                    | Picko Troberg        | Picko Troberg Racing  |
| 3     | 23 maja        | Karlskoga | ?             | Picko Troberg        | Picko Troberg        | Picko Troberg Racing  |
| 4     | 5 września     | Sztokholm | ?             | ?                    | Trevor Blokdyk       | DW Racing Enterprises |
| 5     | 3 października | Karlskoga | ?             | Picko Troberg        | Picko Troberg        | Picko Troberg Racing  |

## Klasyfikacja kierowców
| Legenda oznaczeń w tabelach wyników Wyświetl szablon na nowej stronie | Legenda oznaczeń w tabelach wyników Wyświetl szablon na nowej stronie                                                                     |
| Oznaczenie                                                            | Wyjaśnienie |
| --------------------------------------------------------------------- | --- |
| Złoty                                                                 | Zwycięzca lub mistrzostwo |
| Srebrny                                                               | 2. miejsce lub wicemistrzostwo |
| Brązowy                                                               | 3. miejsce lub II wicemistrzostwo |
| Zielony                                                               | Ukończył, punktował (w klasyfikacji generalnej, gdy zdobył co najmniej jeden punkt na przestrzeni sezonu, poza trzema powyższymi opcjami) |
| Niebieski                                                             | Ukończył, nie punktował (w klasyfikacji generalnej, gdy nie zdobył co najmniej jednego punktu na przestrzeni sezonu)                      |
| Czerwony                                                              | Nie zakwalifikował się (NZ) |
| Czerwony                                                              | Nie prekwalifikował się (NPK) |
| Różowy                                                                | Nie ukończył (NU) |
| Różowy                                                                | Niesklasyfikowany (NS) (w klasyfikacji generalnej, gdy nie został sklasyfikowany w żadnym wyścigu sezonu)                                 |
| Czarny                                                                | Zdyskwalifikowany (DK) |
| Czarny                                                                | Wykluczony (WYK/EX) |
| Biały                                                                 | Nie wystartował (NW) |
| Biały                                                                 | Kontuzjowany (K/INJ) |
| Biały                                                                 | Wyścig odwołany (OD/C) |
| Bez koloru                                                            | Został wycofany (WYC/WD) |
| Bez koloru                                                            | Nie przybył (NP/DNA) |
| Bez koloru                                                            | Nie brał udziału w treningach (NT/DNP) |
| Bez koloru                                                            | Nie został zgłoszony (–) |
| Pogrubienie                                                           | Start z pole position |
| Kursywa                                                               | Najszybsze okrążenie wyścigu |
| †                                                                     | Nie ukończył, ale jego rezultat został zaliczony ze względu na przejechanie więcej niż 90% dystansu wyścigu.                              |
| *                                                                     | Sezon w trakcie |
| 1/2/3                                                                 | Punktowana pozycja w sprincie kwalifikacyjnym                                                                                             |
| Lista systemów punktacji Formuły 1                                    | |

| Poz.                                          | Kierowca             | Zespół                     | KNT | SKA | VEL | SKA | VEL | Punkty |
| --------------------------------------------- | -------------------- | -------------------------- | --- | --- | --- | --- | --- | ------ |
| 1                                             | Picko Troberg        | Picko Troberg Racing       | 1   | 1   | 1   | 2   | 1   | 21     |
| 2                                             | Yngve Rosqvist       | Rosqvist Racing Department | 3   | 3   | NW  | 5   | -   | 14     |
| 3                                             | Lars Lindberg        | Team Vagabond              | 2   | 4   | 7   | 9   | NU  | 10     |
| 4                                             | Ulf Svensson         | Falkenbergs MK             | -   | -   | -   | 6   | 4   | 8      |
| 5                                             | Hans Sjöstedt        | S:t Erik Racing Team       | -   | -   | 2   | 10  | 7   | 6      |
| 6                                             | Sven Andersson       | Örebro BMCK                | 4   | 5   | NW  | -   | -   | 6      |
| 6                                             | Hardy Sandström      | Stockholms BK              | 7   | NU  | 5   | 7   | NU  | 6      |
| 8                                             | Egert Haglund        | S:t Erik Racing Team       | -   | -   | NU  | NU  | 2   | 5      |
| 9                                             | Lars Bjuhr           | Eriksson Racing Team       | 9   | 7   | 4   | NU  | NU  | 5      |
| 10                                            | Gunnar Pedersen      | Stockholms BK              | 6   | 6   | NU  | 8   | NU  | 5      |
| 11                                            | Stefan Björk         | Stockholms BK              | 5   | 8   | 6   | 12  | -   | 4      |
| 12                                            | Åke Lindberg         | Motorsällskapet            | -   | -   | -   | -   | 5   | 3      |
| 13                                            | Hans Nilsson         | Forshaga MC                | -   | -   | NU  | NU  | 6   | 2      |
| NS                                            | Sveneric Eriksson    | Karlskoga MK               | -   | -   | -   | -   | 8   | 0      |
| NS                                            | Curth-Rune Johansson | Varbergs MK                | 8   | -   | 8   | -   | NU  | 0      |
| NS                                            | Stig Dahlman         | Botkyrka MK                | -   | 9   | NU  | 11  | 10  | 0      |
| NS                                            | Lennart Hedin        | AMCK                       | -   | -   | NW  | -   | 9   | 0      |
| NS                                            | Matti Pajula         | Karlskoga MK               | -   | -   | -   | -   | 11  | 0      |
| NS                                            | Börje Björkqvist     | Team Rodadent              | -   | -   | NU  | -   | -   | 0      |
| NS                                            | Per-Olov Zetterström | Team Vagabond              | -   | -   | NU  | -   | -   | 0      |
| NS                                            | Sven-Olof Gunnarsson | Team Vagabond              | -   | -   | NU  | NU  | -   | 0      |
| NS                                            | Svenharry Åkesson    | Eriksson Racing Team       | -   | -   | NU  | -   | NU  | 0      |
| NS                                            | Holger Norrman       | Enköpings MK               | -   | -   | NW  | -   | -   | 0      |
| NS                                            | Yngve Wallin         | Stockholms SVK             | -   | -   | NW  | -   | -   | 0      |
| NS                                            | Roland Karlsson      | Örebro BMCK                | -   | -   | NW  | -   | -   | 0      |
| Kierowcy niedopuszczeni do zdobywania punktów |                      |                            |     |     |     |     |     |        |
| NS                                            | Trevor Blokdyk       | DW Racing Enterprises      | -   | -   | -   | 1   | -   | 0      |
| NS                                            | Jørgen Ellekær       | BP Racing                  | -   | -   | 3   | -   | -   | 0      |
| NS                                            | Harry Stiller        | Scaradi Racing             | -   | -   | -   | 3   | -   | 0      |
| NS                                            | Rodney Banting       | Stockbridge Racing         | -   | -   | -   | -   | 3   | 0      |
| NS                                            | Frank Williams       | Jochen Rindt Racing        | -   | -   | -   | 4   | -   | 0      |